# Richard Jiřík
Richard Jiřík (12. dubna 1859, Grymov – 16. května 1927, Vyškov) byl český pedagog, autor odborných knih a překladatel.

## Život
Narodil se 12. dubna 1859 v Grymově v rodině familianta a tesaře. Po studiích se stal učitelem. Učil nejprve na obecných školách, později na měšťanských školách, od r. 1896 na České vyšší obchodní škole v Brně, v letech 1904 až 1920 byl ředitelem obchodní školy ve Vyškově. V r. 1920 odešel do důchodu. Je autorem odborných pojednání a učebnic v oboru účetnictví. Byl výborným zpěvákem a působil v pěveckém spolku.
Zemřel ve Vyškově 16. května 1927.

## Dílo

### Překlady
- Mluvící kůň a jiné novely (autor F. Anstey, v Praze, F. Šimáček, 1894
- Vybrané humoresky (autor Mark Twain, Praha, J. Otto, 1899)

### Vlastní dílo (odborná literatura)
- Methodické vysvětlení hlavní knihy účetnictví podvojného (Brno, Barvič, 19??)
- Německo-český obchodní slovník (spolu s Vojtou Břečkou, Brno, B. Holman, 1901?)
- Německo-český slovník obchodní. II(spolu s Vojtou Břečkou, Brno, V. Břečka a B. Holman, 1901?)
- Praktická mluvnice jazyka německého pro Čechy (spolu s Čeňkem Syrovým, Vídeň, Hartleben, 1903)
- Stručné výklady nejlepších dramat Shakespearových (Vyškov, Pátek, 1907)
- Účetnictví pro obchodníky a živnostníky (Kyjov, Antoš, 1910)